# Radar Saber
O Radar SABER M60 (Sistema de Acompanhamento de alvos aéreos Baseado em Emissão de Radiofrequência) é um radar de busca e vigilância em três dimensões desenvolvido para defesa antiaérea de baixa altura. Detecta alvos com teto de 5.000 metros de altura, e até 60 km no radar primário e 75km no radar secundário (IFF). Possui capacidade de processamento de 40 alvos simultaneos, e é capaz de classificar aeronaves em asa fixa e asa rotativa; para os casos de asa rotativa, é capaz ainda identificar o modelo da aeronave.

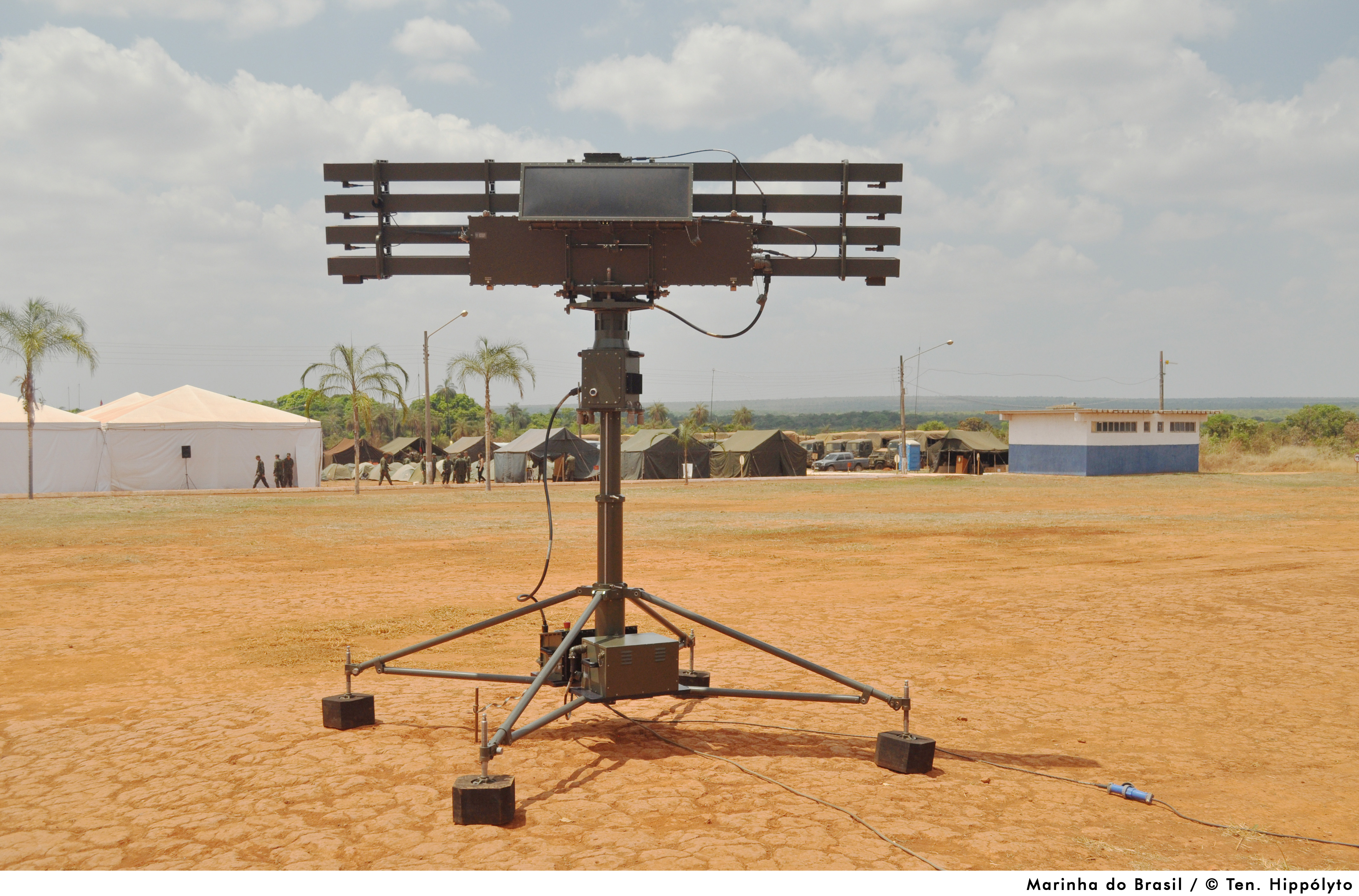
SABER M60 - Operação Formosa 2015

O radar SABER M60 caracteriza-se pelo emprego de tecnologia moderna na época do seu desenvolvimento, pela mobilidade - podendo ser montado em 15 minutos por um equipe treinada de três pessoas - e pela transportabilidade - ao poder ser içado por um helicóptero quando acondicionado nas caixas de transporte. Ideal para defesa de instalações estratégicas como usinas nucleares, hidrelétricas e refinarias e em eventos nacionais e internacionais que exijam segurança.
O projeto do radar SABER M60 iniciou-se em 2006, tendo sua primeira versão funcional em agosto deste mesmo ano. O projeto se concluiu em 2010 com a avaliação pelo Centro de Avaliações do Exército.

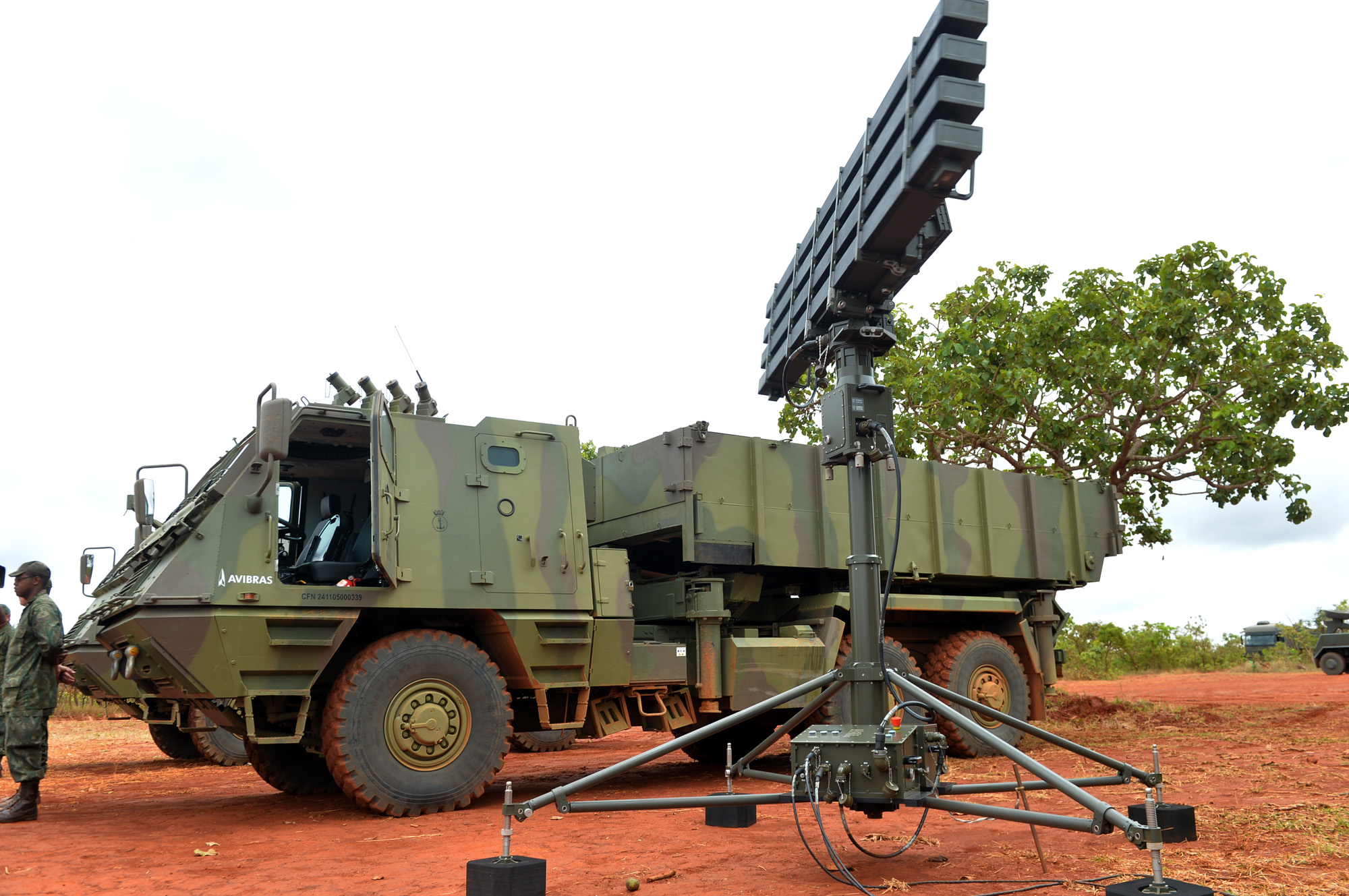
Radar SABER do Corpo de Fuzileiros Navais

O Radar SABER M60 é o primeiro de uma família de radares de defesa antiaérea. O desenvolvimento é feito com tecnologia 100% nacional pelo Centro Tecnológico do Exército (CTEx) em parceria com a empresa "OrbiSat da Amazônia". O apoio financeiro é da FINEP – Financiadora de Estudos e Projetos no valor de R$22 milhões.
O radar foi utilizado durante os Jogos Pan Americanos no Rio de Janeiro em 2007, na abertura dos Jogos Mundiais Militares em 2011, na abertura e no encerramento da copa das confederações do 2013 e em várias outras missões do Exército pelo Brasil.
O conhecimento técnico adquirido pela equipe de trabalho do projeto foi publicado no X Simpósio de Aplicações Operacionais em Áreas de Defesa, em São José dos Campos, em 2008, com o trabalho Desdobramentos Tecnológicos no Desenvolvimento do Radar SABER M60.
Em 2011 a Embraer Defesa e Segurança adquiriu o controle da divisão de radares da OrbiSat. Em 2013 a OrbiSat mudou seu nome para Bradar, consolidando a aquisição. Hoje, os radares da família SABER são produzidos e comercializados pela Embraer.

## Versões

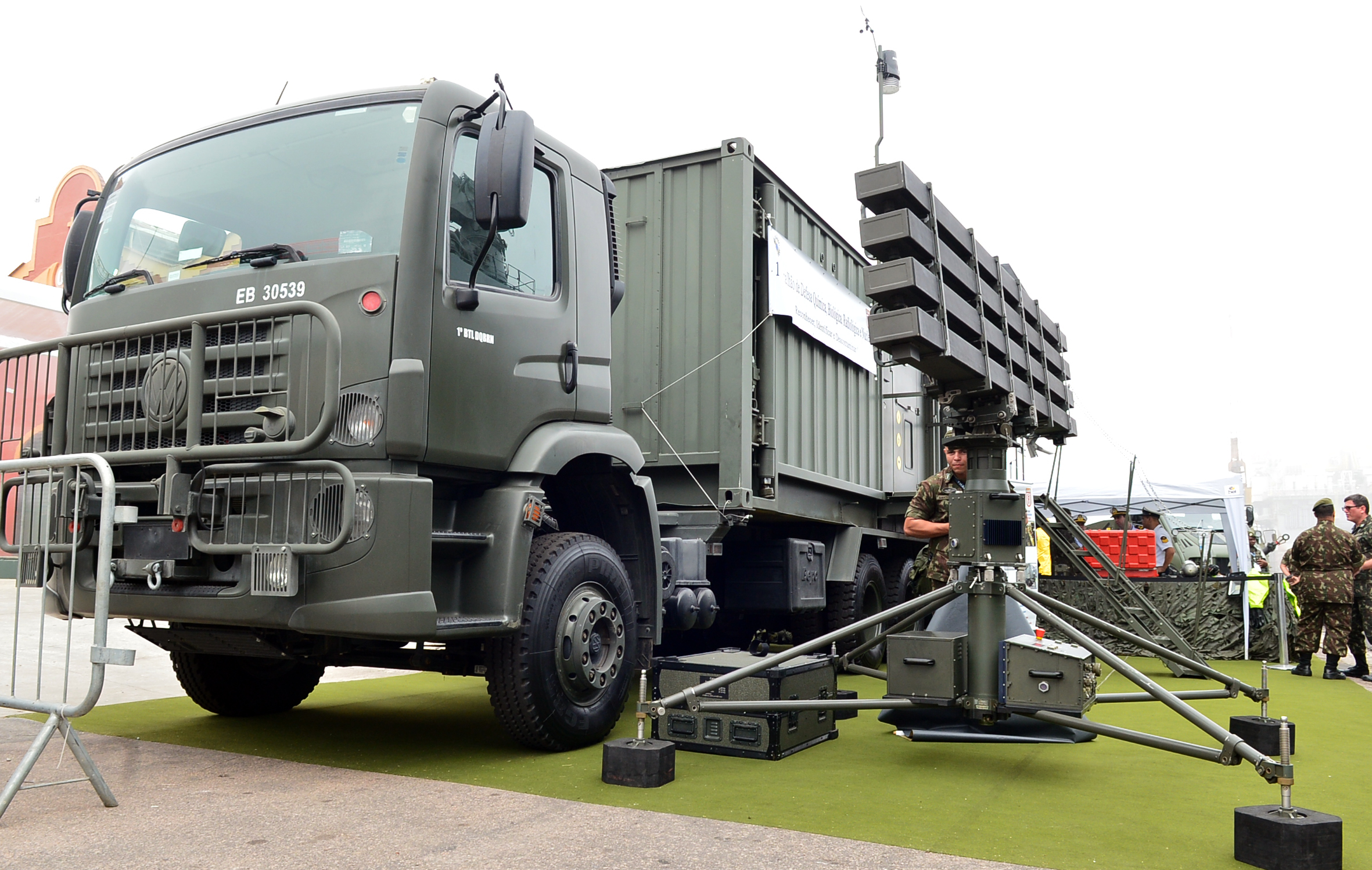
Radar SABER

- SABER M60: Radar operacional para busca de alvos aéreos e que funciona como parte de um Centro de Operações Antiaéreas. Alcance de 75 km, 800 kg e possibilidade de selecionar 40 alvos simultaneamente.
  - SABER S60: Projeto de radar secundário usado no radar SABER M60 (IFF), com alcance de até 80 km.
- SABER M60 2.0: em setembro de 2022 o Exército Brasileiro recebeu da Embraer as duas primeiras unidades dos radares SABER M60 em sua versão 2.0. Essa nova versão parece ter ampliado para 60 o número de alvos processados simultaneamente.[5]

- SABER M200: Semelhante ao M60, com um alcance de até 200 km.
  - SABER M200 Vigilante: Versão mais leve do SABER M200, adequado para ser transportado ou operado por caminhões 6x6 com o objetivo de suprir Unidades de Artilharia Antiaérea.
  - SABER S200: Projeto de um radar secundário para o SABER M200 com alcance de até 370 km e de operação no modo 4 de identificação criptográfica Friend or Foe (IFF), possui condições de processar 600 alvos simultaneamente, fornecendo dados para o controle do tráfego de aeronaves.[6]
  - SABER M200 Multimissão: projetado para integrar sistemas antiaéreos de média altura.[6]

## SENTIR
- SENTIR M20: Radar de vigilância portátil para detecção de alvos terrestres, como um homem rastejando até 1 km, caminhando até 10 km e veículos com mais de 30 km, com classificação automática e rastreamento de até 100 alvos simultâneos em terra ou baixa altitude, em uso no Sistema Integrado de Monitoramento de Fronteiras (SISFRON).[7][6]

## Operadores
Brasil
- Exército Brasileiro
- Força Aérea Brasileira
- Corpo de Fuzileiros Navais

 Mauritânia
- Quantidade não revelada encomendada pelo país no ano de 2020[carece de fontes?]